# Línea 620 (Interurbanos Madrid)
La línea 620 de la red de autobuses interurbanos de Madrid une el barrio de Las Matas (Las Rozas) con el Hospital Universitario Puerta de Hierro, situado en Majadahonda.

## Características
Esta línea une Las Matas con el Hospital Puerta de Hierro en aproximadamente 50 minutos.
La línea mantiene los mismos horarios todo el año (exceptuando las vísperas de festivo y festivos de Navidad).
Está operada por Auto Periferia mediante la concesión administrativa VCM-602 - Madrid – Las Rozas –  Villanueva de la Cañada – Quijorna (Viajeros Comunidad de Madrid) del Consorcio Regional de Transportes de Madrid.

## Horarios
| Lunes a viernes laborables      | Lunes a viernes laborables      | Sábados laborables, domingos y festivos | Sábados laborables, domingos y festivos |
| Las Matas > Hosp. Puerta Hierro | Hosp. Puerta Hierro > Las Matas | Las Matas > Hosp. Puerta Hierro         | Hosp. Puerta Hierro > Las Matas         |
| 07:15                           | 07:15                           | 08:45                                   | 07:15                                   |
| 08:30                           | 08:30                           | 11:45                                   | 10:15                                   |
| 10:00                           | 10:00                           | 14:45                                   | 13:15                                   |
| 11:15                           | 11:15                           | 17:45                                   | 16:15                                   |
| 12:30                           | 12:30                           | 20:45                                   | 19:15                                   |
| 13:45                           | 13:45                           |                                         | 22:15                                   |
| 15:00                           | 15:00                           |                                         |                                         |
| 16:15                           | 16:15                           |                                         |                                         |
| 17:30                           | 17:30                           |                                         |                                         |
| 18:45                           | 18:45                           |                                         |                                         |
| 20:15                           | 20:00                           |                                         |                                         |
| 21:30                           | 21:30                           |                                         |                                         |
| 22:30                           | 22:30                           |                                         |                                         |

## Recorrido y paradas

### Sentido Hospital Puerta de Hierro
| Código | Parada                                 | Común con                              | Conexión con Cercanías | Municipio   |
| ------ | -------------------------------------- | -------------------------------------- | ---------------------- | ----------- |
| 12011  | San José Pedrosillo - Urb. Las Encinas | 622                                    |                        | Las Rozas   |
| 18267  | San José Pedrosillo - Juan de Mena     | 622                                    |                        | Las Rozas   |
| 19350  | San José Pedrosillo - Zamora           | 622                                    |                        | Las Rozas   |
| 18155  | Primavera - Poniente                   | 622                                    |                        | Las Rozas   |
| 11513  | Av. Rubios - XVI                       | 622                                    |                        | Las Rozas   |
| 12952  | Av. Rubios - Av. Pardo                 | 622                                    |                        | Las Rozas   |
| 06206  | Av. Peñascales - Av. Pardo             | 622 686 686A                           |                        | Las Rozas   |
| 12015  | Av. Peñascales - San José Pedrosillo   | 622                                    |                        | Las Rozas   |
| 06113  | Av. Peñascales - Francisco Alonso      | 622                                    |                        | Las Rozas   |
| 06114  | Pza. Ferrocarril - Est. Las Matas      | 622                                    | Las Matas              | Las Rozas   |
| 06115  | San José Obrero - Centro Comercial     | 622                                    |                        | Las Rozas   |
| 09803  | Ctra. A-6 - Playa de las Américas      | 622 625 685 2                          |                        | Las Rozas   |
| 09805  | Ctra. A-6 - Parque Europa Empresarial  | 622 625 633 685 2                      |                        | Las Rozas   |
| 06126  | Ctra. A-6 - Urb. Los Álamos            | 622 625 685 2                          |                        | Las Rozas   |
| 06421  | Av. Atenas - Playa de Sangenjo         | 625 2                                  |                        | Las Rozas   |
| 09827  | Av. Atenas - Centro Geriátrico         | 625 2                                  |                        | Las Rozas   |
| 09826  | Av. Atenas - Urb. El Pinar             | 625 2                                  |                        | Las Rozas   |
| 09825  | Av. Atenas - Cº Perales                | 625 2                                  |                        | Las Rozas   |
| 09824  | Av. Atenas - Paradisia                 | 625 2                                  |                        | Las Rozas   |
| 09822  | Av. Atenas - Pza. Creta                | 625 2                                  |                        | Las Rozas   |
| 09821  | Av. Atenas - C.C. Zoco Monterrozas     | 625 2                                  |                        | Las Rozas   |
| 15211  | Aristóteles - Av. Atenas               | 625 628 1 2                            |                        | Las Rozas   |
| 09819  | Aristóteles - Centro de Salud          | 625 628 1 2                            |                        | Las Rozas   |
| 09817  | Aristóteles - Polideportivo            | 625 628 1 2                            |                        | Las Rozas   |
| 06414  | Av. Esparta - Júpiter                  | 625 628 2                              |                        | Las Rozas   |
| 06415  | Av. Esparta - Séneca                   | 625 628 2                              |                        | Las Rozas   |
| 09811  | Tracia - Urb. Los Jarales              | 625 628 FS1 2                          |                        | Las Rozas   |
| 12447  | Trva. Navalcarbón - Heron City         | 625 629 633 685 FS1 2                  |                        | Las Rozas   |
| 15698  | Castillo Arévalo - Castillo Oropesa    | 629                                    |                        | Las Rozas   |
| 15700  | Castillo Arévalo - Castillo La Mota    | 629                                    |                        | Las Rozas   |
| 15702  | Londres - Bruselas                     | 629                                    |                        | Las Rozas   |
| 20989  | Marie Curie - Pza. Ocho de Marzo       | 2                                      |                        | Las Rozas   |
| 20828  | María Moliner - Emilia Pardo Bazán     |                                        |                        | Las Rozas   |
| 06131  | Ctra. A-6 - Urb. Maracaibo             | 622                                    |                        | Las Rozas   |
| 06132  | Av. Noroeste - Pº Pinar                | 561 561A 561B 622                      |                        | Las Rozas   |
| 06133  | Av. Doctor Toledo - Colegio            | 561 561A 561B 621 622 623 624 626 1 2  |                        | Las Rozas   |
| 11088  | Av. Constitución - Ayuntamiento        | 561 561A 561B 621 622 623 624 626 1 2  |                        | Las Rozas   |
| 09411  | Ctra. M-505 - Galicia                  | 623                                    |                        | Las Rozas   |
| 20611  | Químicos - C.C. Gran Plaza 2           | 652 FS1                                |                        | Majadahonda |
| 17923  | J. Rodrigo - Hospital Puerta de Hierro | 567 580 626 633 650A 653 655 667 685 1 |                        | Majadahonda |

### Sentido Las Matas
| Código | Parada                                        | Común con                              | Conexión con Cercanías | Municipio   |
| ------ | --------------------------------------------- | -------------------------------------- | ---------------------- | ----------- |
| 17923  | J. Rodrigo - Hospital Puerta de Hierro        | 567 580 626 633 650A 653 655 667 685 1 |                        | Majadahonda |
| 17685  | Manuel Falla - Urg. Hospital Puerta de Hierro | 565 567 626 650A 667 1                 |                        | Majadahonda |
| 20611  | Químicos - C.C. Gran Plaza 2                  | 652 FS1                                |                        | Majadahonda |
| 18088  | Comunidad Madrid - Burgocentro                | 621 623 624 627 1 2                    |                        | Las Rozas   |
| 06145  | Av. Iglesia - Real                            | 561 561A 561B 621 622 623 624 626 1 2  |                        | Las Rozas   |
| 13035  | Cta. San Francisco - Pza. Madrid              | 561 561A 561B 622                      |                        | Las Rozas   |
| 20353  | Av. Noroeste - Av. Doctor Toledo              | 561 561A 561B 622                      |                        | Las Rozas   |
| 06103  | Av. Noroeste - Siete Picos                    | 561 561A 561B 622                      |                        | Las Rozas   |
| 06104  | Ctra. A-6 - Urb. Maracaibo                    | 622                                    |                        | Las Rozas   |
| 20679  | ITV - Vía Servicio Las Rozas                  |                                        |                        | Las Rozas   |
| 06130  | María Guerrero - Cº Campo de Tiro             | 622 628                                |                        | Las Rozas   |
| 17255  | Clara Campoamor - Ana Tutor                   | 628                                    |                        | Las Rozas   |
| 20991  | Marie Curie - Pza. Ocho de Marzo              | 2                                      |                        | Las Rozas   |
| 15701  | Londres - Bruselas                            | 629                                    |                        | Las Rozas   |
| 15699  | Castillo Arévalo - Castillo Atienza           | 629                                    |                        | Las Rozas   |
| 15697  | Castillo Arévalo - Castillo Peñafiel          | 629                                    |                        | Las Rozas   |
| 12446  | Trva. Navalcarbón - Heron City                | 625 629 633 685 FS1 2                  |                        | Las Rozas   |
| 09810  | Tracia - Urb. Los Jarales                     | 625 628 FS1 2                          |                        | Las Rozas   |
| 09812  | Santos - Urb. Parque de Las Matas             | 625 628 2                              |                        | Las Rozas   |
| 09814  | Santos - Urb. Señorío de Las Rozas            | 625 628 2                              |                        | Las Rozas   |
| 09815  | Av. Esparta - Darío                           | 625 628 2                              |                        | Las Rozas   |
| 09816  | Aristóteles - Polideportivo                   | 625 628 1 2                            |                        | Las Rozas   |
| 09818  | Aristóteles - Centro de Salud                 | 625 628 1 2                            |                        | Las Rozas   |
| 09820  | Av. Atenas - C.C. Zoco Monterrozas            | 625 2                                  |                        | Las Rozas   |
| 06416  | Av. Atenas - Pza. Creta                       | 625 2                                  |                        | Las Rozas   |
| 09823  | Av. Atenas - Megara                           | 625 2                                  |                        | Las Rozas   |
| 09817  | Av. Atenas - Micenas                          | 625 2                                  |                        | Las Rozas   |
| 06418  | Av. Atenas - Urb. El Pinar                    | 625 2                                  |                        | Las Rozas   |
| 06419  | Av. Atenas - El Refugio                       | 625 2                                  |                        | Las Rozas   |
| 09413  | Av. Atenas - Escuela de Natación              | 625 2                                  |                        | Las Rozas   |
| 06420  | Av. Atenas - Av. Mallorca                     | 625 2                                  |                        | Las Rozas   |
| 10958  | Playa de Sitges - Av. Atenas                  | 625 2                                  |                        | Las Rozas   |
| 10959  | Playa de Sitges - Oficinas Europa             | 625 2                                  |                        | Las Rozas   |
| 10960  | Playa de Sitges - Playa de Bolonia            | 625 2                                  |                        | Las Rozas   |
| 11515  | Playa Las Américas - Panamá                   | 625 2                                  |                        | Las Rozas   |
| 15462  | Panamá - Chile                                | 625 2                                  |                        | Las Rozas   |
| 11516  | Av. Marsil - Iglesia                          | 625 2                                  |                        | Las Rozas   |
| 06125  | Av. Marsil - Caseta de Guardia                | 625 2                                  |                        | Las Rozas   |
| 18518  | San José Obrero - Museo Ferroviario           | 622                                    |                        | Las Rozas   |
| 06120  | Pza. Ferrocarril - Est. Las Matas             | 622                                    | Las Matas              | Las Rozas   |
| 06121  | Pilar - Francisco Alonso                      | 622                                    |                        | Las Rozas   |
| 12014  | Av. Peñascales - San José Pedrosillo          | 622                                    |                        | Las Rozas   |
| 06123  | Av. Peñascales - Av. Pardo                    | 622 686 686A                           |                        | Las Rozas   |
| 12953  | Av. Rubios - VI                               | 622                                    |                        | Las Rozas   |
| 11514  | Av. Rubios - XVII                             | 622                                    |                        | Las Rozas   |
| 18265  | Zamora - Poniente                             | 622                                    |                        | Las Rozas   |
| 19351  | Zamora - San José del Pedrosillo              | 622                                    |                        | Las Rozas   |
| 18268  | Castilla - Juan de Mena                       | 622                                    |                        | Las Rozas   |
| 12012  | San José Pedrosillo - Urb. Las Encinas        | 622                                    |                        | Las Rozas   |